# Sessé (llinatge)
El llinatge dels Sessé, també escrit Sesé, fou un llinatge de rics-homes aragonesos.

## Escut d'armes
En camp d'atzur, sis besants d'or posats en pal. Altres versions: en camp d'ors, sis rodelles de sable.

## Llista dels Sessé
- Pero Sessé I, majordom de Sanç III de Navarra (1025)
- Joan Sessé (fill de l'anterior)
- Pero Sessé II, senyor de Mediana de Aragón (fill de l'anterior), majordom d'Alfons II d'Aragó, rebé la vila de Mediana en feu i va ser Justícia d'Aragó (1208-1235)
- Pero Sessé III, senyor de Mediana de Aragón (fill de l'anterior). Lluità a la batalla de Las Navas de Tolosa i a la Conquesta del Regne de València
- Sanxo Sessé I (germà de l'anterior)
- Pero Sessé IV, senyor de Mediana de Aragón, Morata i Almonecir de la Cuba (fill de l'anterior). Servint Alfons III d'Aragó lluità en la Confiscació del Regne de Mallorca (1285) i servint Jaume II d'Aragó, participà a la batalla del cap Orlando (1299)
- Ruy Gómez de Sessé
- Sanxo Sessé II
- Joan Galíndez de Sessé, casat amb Elvira López de la Torre. Els descendents seran cognomenats López de Sessé
- Joan López de Sessé y López de la Torre, justícia d'Aragó (1348-1360)
- Fortún de Sesé
- Ferrando López de Sesé
- García López de Sessé, batlle general d'Aragón i partidari de Jaume II d'Urgell al Compromís de Casp
- Joan de Sesé, lluità amb Jaume II d'Urgell al Setge de Balaguer